# 러이끄라통

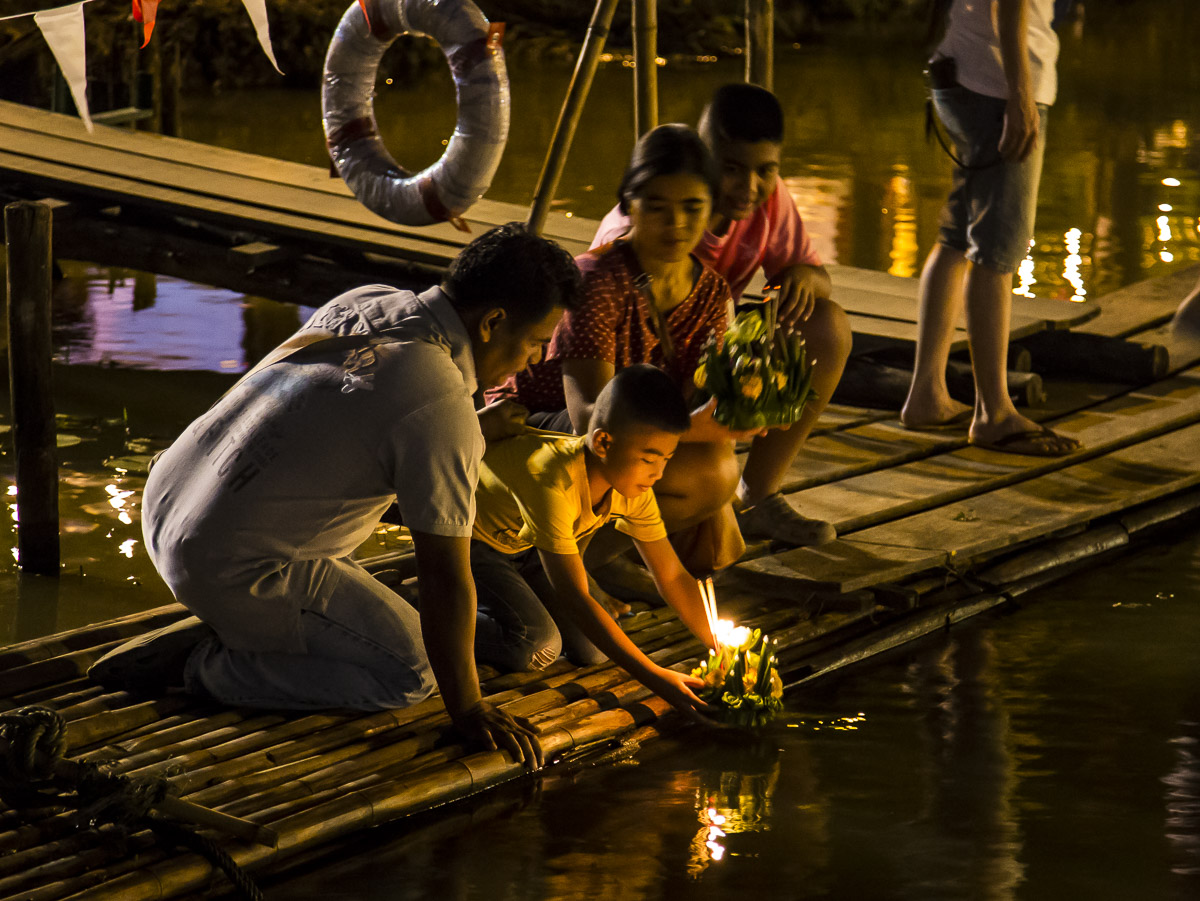
로이끄라통

러이끄라통(태국어: ลอยกระทง)은 태국에서 해마다 열리는 축제로 남서따이어군 문화권 지역(라오스, 미얀마 샨주, 몬주, 떠닝따이도, 마래서아 클란탄주, 크다주, 중화인민공화국 윈난성 시솽반나 다이족 자치주)에서도 기념된다. 러이끄라통이라는 이름은 '의식용 배나 등 띄우기'라는 뜻이고 강에 띄우는 바구니인 끄라통을 만드는 전통에서 비롯됐다.
러이끄라통은 태국 태음력 12월 중 보름달이 뜰 때 열리기 때문에 날짜가 매해 다르다. 일반적으로 양력 11월에 열린다.

## 같이 보기
- 태국의 공휴일
- 추수감사절